# 厄尔河畔埃济
厄尔河畔埃济（法語：Ézy-sur-Eure，法語發音：[ezi syʁ œʁ]）是法国厄尔省的一个市镇，位于该省东南部，与厄尔-卢瓦省接壤，属于埃夫勒区。

## 地理
厄尔河畔埃济（48°51'52"N, 1°25'11"E）面积8.92 平方千米，位于法国诺曼底大区厄尔省，该省份为法国北部内陆省份，北起滨海塞纳省，西接奧恩省和卡爾瓦多斯省，南至厄尔-卢瓦省，东临瓦兹省、瓦兹河谷省和伊夫林省。
与厄尔河畔埃济接壤的市镇（或旧市镇、城区）包括：拉库蒂尔-布塞、克罗特、伊夫里拉巴塔耶、穆埃特。

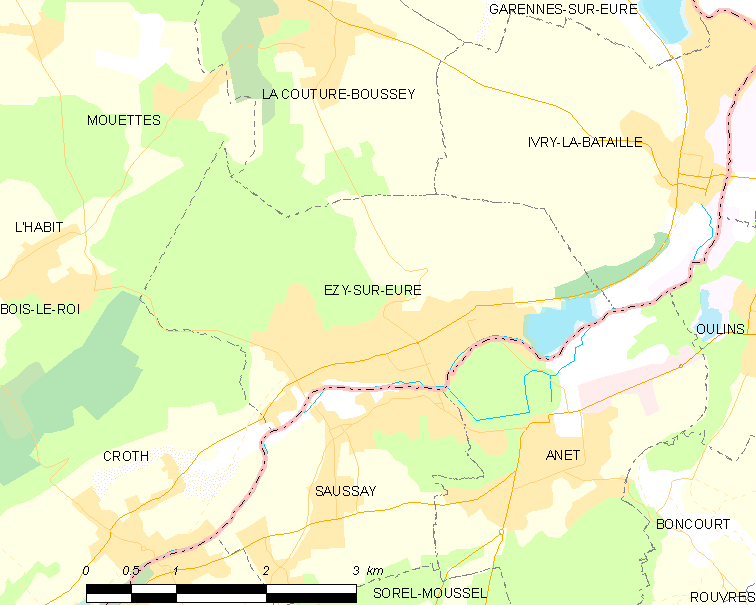
厄尔河畔埃济的OSM定位图

厄尔河畔埃济的时区为UTC+01:00、UTC+02:00（夏令时）。

## 行政
厄尔河畔埃济的邮政编码为27530，INSEE市镇编码为27230。

## 政治
厄尔河畔埃济所属的省级选区为圣安德烈德勒尔县。

## 人口

1962-2008年间厄尔河畔埃济人口变化图示

厄尔河畔埃济于2022年1月1日时的人口数量为3653人。